# Force aérienne grecque
Pour les articles homonymes, voir HAF.
La Polemikí Aeroporía (Grec : Πολεμική Αεροπορία ; Anglais : Hellenic Air Force ou HAF) est la Force aérienne grecque. Composante aérienne de l'Armée grecque, elle est chargée de la défense du territoire national et de la supériorité aérienne. Créée en 1911 en tant que service aérien de l'Armée grecque, elle devient indépendante à partir de 1930.

## Histoire

### Création

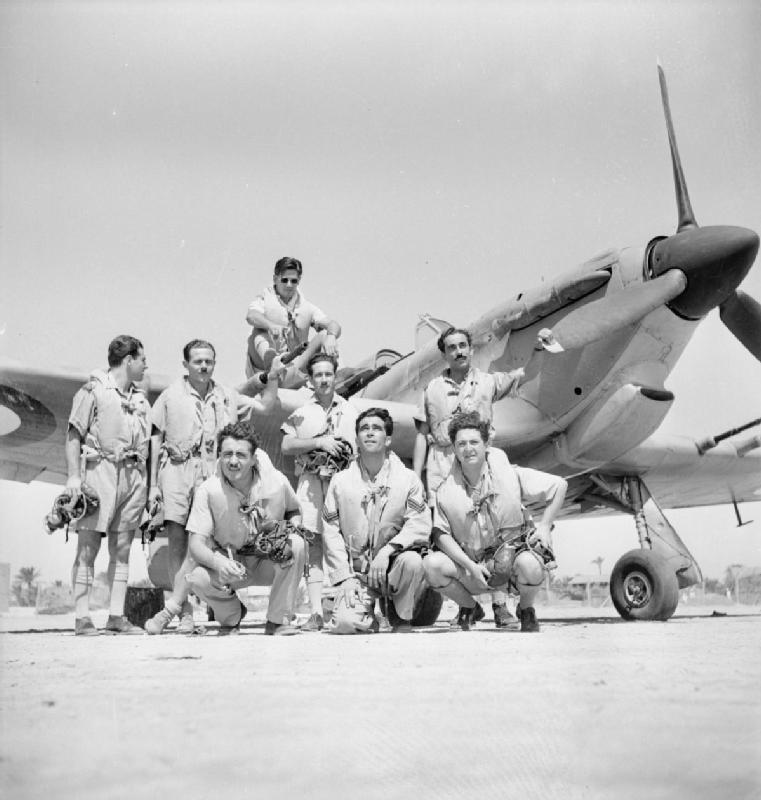
Pilotes grecs en Égypte pendant la Seconde Guerre Mondiale.

En 1911, le gouvernement hellénique assigne la mise en place d'un service aérien à des experts français. En conséquence, six officiers sont détachés en France pour être formés en tant que pilotes, tandis que les quatre premiers avions de type Farman ont été commandés. Tous les six seront ainsi diplômé de l'école Farman d'Étampes, près de Paris, mais seulement quatre serviront par la suite dans l'aviation militaire grecque.
Le 8 février, 1912, le premier vol civil grec fut réalisé par l'aviateur Emmanuel Argyropoulos avec un Nieuport IV. Le même jour, Argyropoulos effectua un second vol avec le premier ministre Elefthérios Venizélos à bord.
Le premier vol militaire quant à lui, fut effectué le 13 mai 1912 par le sous-lieutenant Dimitrios Kamberos.
En juin, Kamberos vola avec le « Dédale », un avion de l'entreprise Farman qui avait été converti en un hydravion, établissant un nouveau record du monde avec une vitesse moyenne de 110 km/h. Au cours du mois de septembre de la même année, l'escadron dit « Compagnie des Aviateurs » (Λόχος Αεροπόρων), composé de quatre officiers, fut mis en place à Larissa. La première unité de combat de la composante aérienne grecque fut ainsi créée.

### Guerre balkanique
La première utilisation de l'aviation dans un conflit eut lieu lors du déclenchement de la Première guerre balkanique, le 5 octobre 1912, avec la première mission de reconnaissance au-dessus du front de Thessalie. D'autres missions ont suivi, avec des largages de bombes artisanales sur les bastions de Bizáni ainsi que des largages de journaux pour les habitants de Ioannina en état de siège.
Le 24 janvier 1913 marqua la première bataille aéronavale au-dessus du détroit des Dardanelles. Le sous-lieutenant Michael Moutoussis et l'aspirant Aristedes Moraitines, à bord de l'hydravion Maurice Farman, élaborèrent un schéma sur positions de la flotte turque, contre laquelle ils larguèrent quatre bombes. Cet événement fut largement commenté dans la presse grecque et internationale.
Le 4 avril 1913, le lieutenant Emmanuel Argyropoulos fut tué lors de la chute de son avion Blériot XI, devenant ainsi le premier mort civil de l'aviation hellénique et marquant ainsi la fin des activités aériennes dans la guerre balkanique de 1912-1913.

### Première Guerre mondiale
Lorsque la Grèce entra dans la Première Guerre mondiale aux côtés des Alliés, de nouvelles perspectives se posèrent pour l'organisation de la marine et du service aérien. Immédiatement après l'achèvement de la formation du personnel à l'école de vol de Sedes et Moudros, les effectifs des premiers escadrons de guerre helléniques furent augmentés.
L'escadron de combat no 531 ainsi que les escadrons de reconnaissance et de bombardement nos 532 et 533 affectés, en permanence, aux vols au-dessus des lignes ennemies. Leurs activités de guerre se composa des patrouilles aériennes, la prise de photographies et le recueil de précieux renseignements, ainsi que les attaques contre les tranchées ennemies.
Le Naval Air Corps avec l'escadron de chasses de nuit no 2 fut affecté à la frontière, pour la recherche anti-sous-marine et les attaques contre des cibles d'importance vitale. Parmi les missions les plus importantes étaient les raids nocturnes sur la péninsule de Gallipoli-Constantinople en juin 1917, les bombardements lourds des positions ennemies, l'attaque contre les croiseurs allemands Göben et Breslau, les raids au cours de la bataille de Skra-di-Legen, ainsi que le bombardement de Smyrne.
Au cours de cette guerre, 17 aviateurs furent tués au combat.

### Guerre gréco-turque (1919-1922)
Les principales activités de Polemikí Aeroporía durant la Guerre gréco-turque (1919-1922), sont décrites ci-dessous :
- En mai 1919, les Forces armées helléniques, avec le consentement des Alliés, débarquèrent à Smyrne. En raison de l'insuffisance en nombre du personnel et du vieillissement des moyens, la Polemikí Aeroporía participa activement à la création de quatre escadrons du service aérien et d'une escadrille de l'aéronavale.
- De 1919 jusqu'à la fin de 1922, elle développa une activité de reconnaissance, de mitraillages et de missions de bombardement et elle a dû engager des combats aériens. Elle couvrit efficacement un front qui a atteint 700 km en 1921. Le service aérien a soutenu l'Armée hellénique au cours de deux avancées et de la retraite qui s’ensuivit. Il porta l'ensemble de ses moyens aux limites de performance.

Durant ce conflit, vingt-trois aviateurs perdirent la vie au combat.

### Entre-deux guerres
La guerre greco-turque a été suivie par une longue période de paix au cours de laquelle les services de l'air et navals de l'Armée hellénique ont été réorganisés et modernisés. À partir de 1925 de nouveaux types d'aéronefs anglais et surtout de fabrication française furent livrés. En coopération avec la Compagnie anglaise de Blackburn Aeroplane, l'usine d'aviation a été mis en place en Phalère, où les hydravions T3A Velos et l'Atlas et les avions Avro 504 ont été fabriqués.
Le 8 juin 1928, une réalisation importante en ce qui concerne les capacités du service aérien de l'Armée fut mise en place. Un Breguet 19, adapté et nommé « HELLAS », piloté par le sous-lieutenet Evangelos Papadakis et ayant pour observateur le colonel Adamides Christos, décolla de Tatoï et a vola autour de la Méditerranée en 20 jours sur une distance de 12 000 km.
En 1930, le ministère de l'Air fonda la Force aérienne hellénique comme une branche indépendante des Forces armées helléniques. Elefthérios Venizélos, premier ministre de l'Air, fut affecté à la réorganisation totale sous la direction de l'aviateur expérimenté Alexandros Zannas.
En coopération avec le linguiste Manolis Triantafyllides une nouvelle structure fut créée et est encore utilisée aujourd'hui. Ainsi, en 1931, l'académie de l'Armée de l'air fut fondée en Tatoï et est devenue le centre de formation des nouveaux officiers. La création du Bureau météorologique, encore utilisé aujourd'hui, constituait une importance vitale pour la sécurité des vols.
En 1934, l'état-major de la Force aérienne grecque fut mis en place, tandis que dans le contexte de la modernisation, de nouveaux types d'aéronefs, à savoir le P24 PZL, Dornier Do 22, Avro Anson, Potez Po 63, Henschel Hs 126, Fairey Battle et Bristol Blenheim, furent livrés et d'importants travaux d'infrastructure ont été réalisés

### Seconde Guerre mondiale

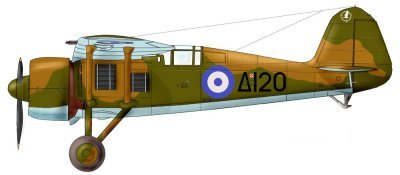
Dessin d'un PZL P24 de la guerre italo-grecque.

Lors de la déclaration de la guerre entre la Grèce et l'Italie, 77 avions de la Force aérienne du royaume de Grèce ont été appelés à faire face à 463 avions italiens.
Durant la Guerre italo-grecque, malgré la supériorité écrasante de la Regia Aeronautica, la Force aérienne hellénique entrava, dès les premiers jours de la guerre les plans de l'Armée italienne, grâce à l'incomparable sacrifice de ses équipages et un soutien sans faille du personnel au sol.
La mission du 2 novembre 1940 fut très remarquée.
Un Breguet 19, effectuant un vol à basse altitude le long de la frontière albanaise, intercepta les alpinistes italiens de la Division « Julia » alors qu'ils effectuaient une pénétration par le massif montagneux Pinde afin de pouvoir occuper Metsovo.
Cet événement changea radicalement en faveur des Grecs, l'évolution des opérations sur le front.
Le même jour, l'officier Marínos Mitraléxis fut l'acteur d'un Taran. Au cours d'un combat aérien, ayant épuisé ses munitions, il dut percuter le gouvernail d'un bombardier trimoteur italien, un Savoia-Marchetti SM.79, avec l'hélice de son PZL, provoquant ainsi la chute au sol de l'avion italien. Les deux appareils ont été contraints à des atterrissages d'urgence, et Mitralexis a utilisé la menace de son pistolet pour faire prisonnier les quatre hommes d'équipage du bombardier. Mitralexis a été promu et médaillé à la suite de cette action,,.
Les activités de la Force aérienne hellénique ont continué sans relâche pendant l'offensive italienne. L'invasion allemande et le conflit inégal avec la Luftwaffe n'a pas empêché les pilotes de la RHAF d'exercer leurs fonctions une fois de plus dans son intégralité.
La Force aérienne hellénique a abattu 64 avions ennemis et cinquante-deux aviateurs grecs payèrent de leur vie les combats contre les Italiens et les Allemands.

### Guerre froide

#### Guerre civile grecque
À partir de 1946, deux ans après sa libération, la Grèce est de nouveau confronté à un conflit qui opposait les forces royalistes de Grèce aux troupes du parti communiste grec. Ainsi commença la Guerre civile grecque qui dura 3 ans.
Durant cette période, la Force aérienne royale grecque fut équipée par les Anglais de chasseurs Spitfire IX, Spitfire XVI et de bombardiers américains Curtiss SB2C Helldiver qu'elle utilisa encore quelques années après la victoire des troupes gouvernementales en 1949.

#### Guerre de Corée

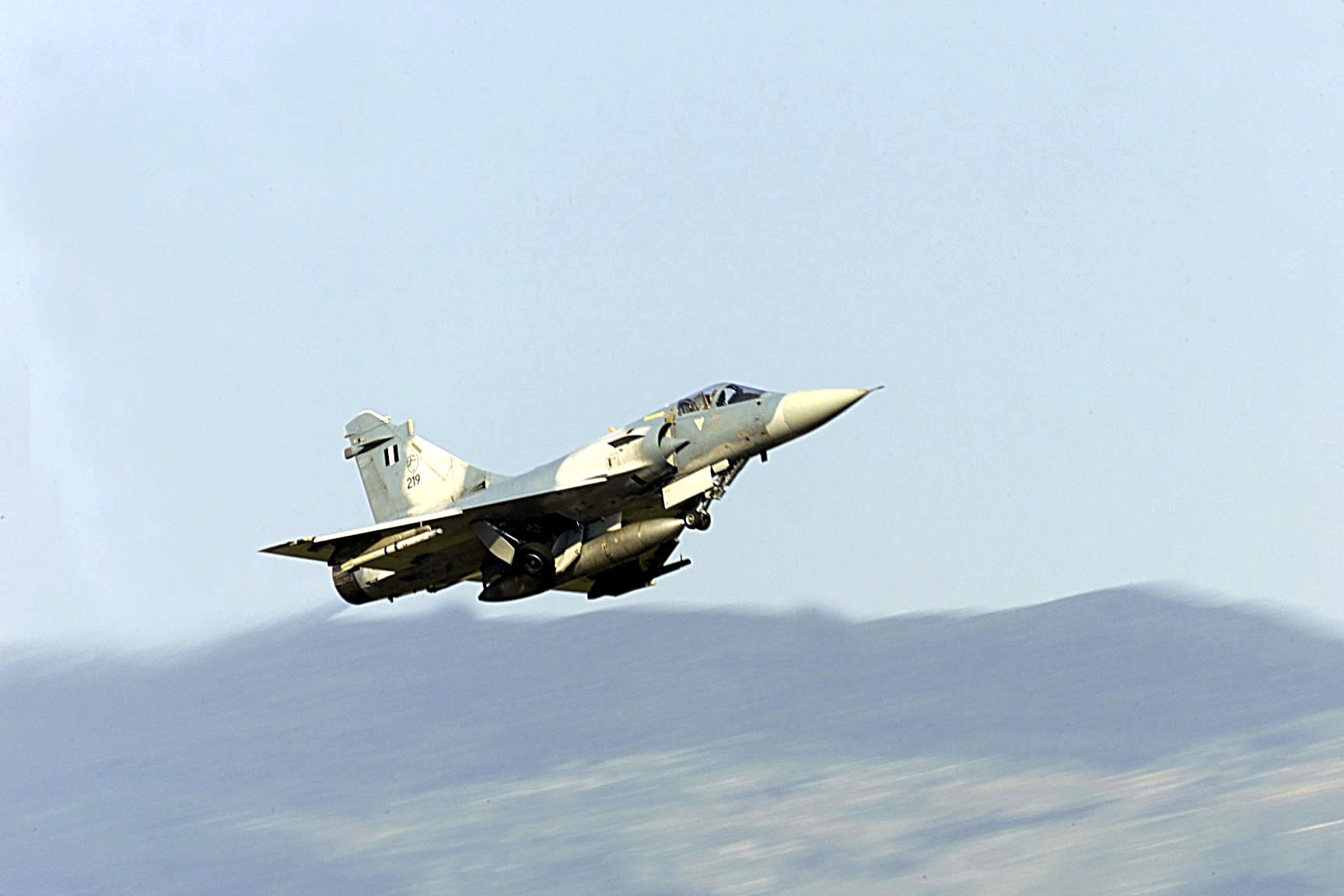
Mirage 2000

En novembre 1950, afin d'aider l'Organisation des Nations unies durant la guerre de Corée, la Grèce envoya en Corée du Sud sept avions Dakota C-47 du 13e Escadron de Transport. Les aéronefs grecs furent exploités en Corée jusqu'en mai 1955. Ils effectuèrent des milliers de missions de guerre comme les évacuations aériennes, les transports de personnel, de prisonniers de guerre et de tous types de matériaux ainsi que des largages de fournitures et de munitions et de la collecte d'informations.

#### L'ère des jets

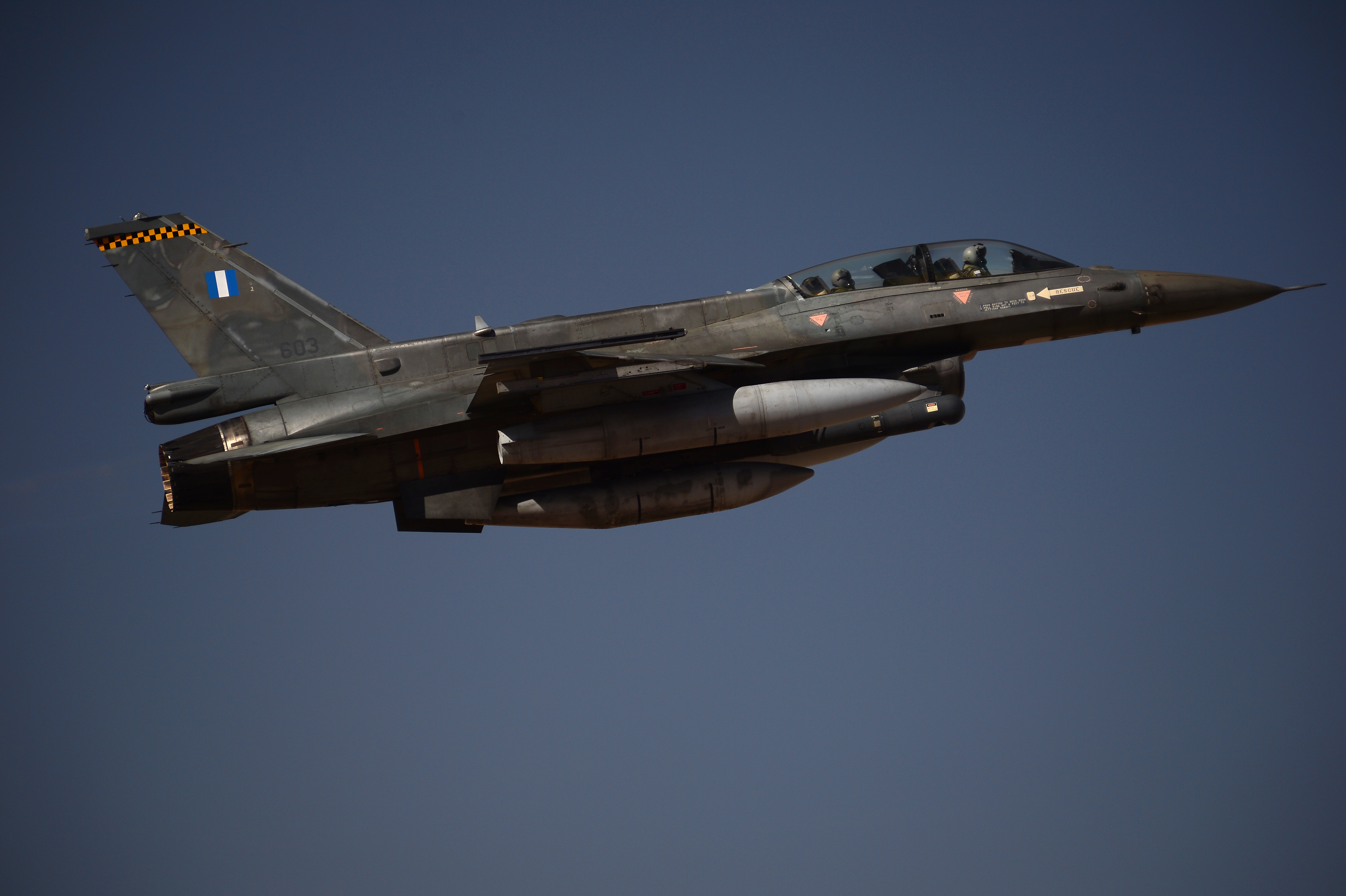
F-16D de l’armée de l’air hellénique.

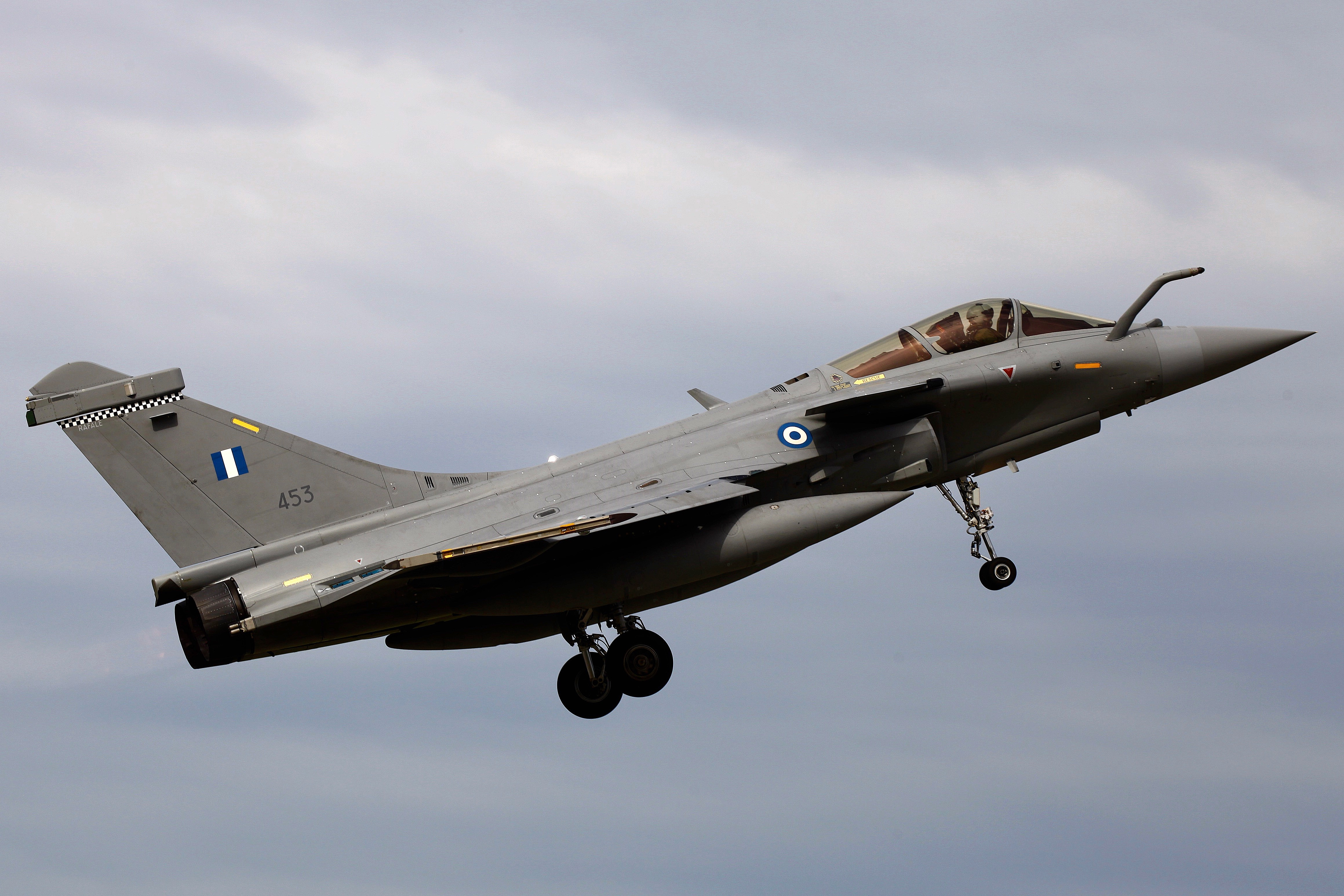
Rafale grec

En 1952, la Grèce est admise dans l'OTAN et sa Force aérienne est reconstruite et organisée selon les normes de l'OTAN, avec l'aide des États-Unis. De nouveaux avions sont ainsi livrés.
Le premier chasseur à réaction piloté par la Force aérienne hellénique fut le F-84G Thunderjet qui sera ensuite remplacé par le Canadair Sabre 2. Environ 100 exemplaires sont livrés au cours des années 1954 et 1955 après la mise à niveau de la Royal Canadian Air Force par le Royaume-Uni. Des Lockheed T-33 ont été livrés aux unités de formation et des RT-33 pour des missions de reconnaissance.
Le Republic F-84F Thunderstreak effectua son premier vol avec la Force aérienne hellénique en 1955. Le Thunderstreak fut développé pour surmonter les limitations de vol des Thunderjet. La version de reconnaissance (RF-84F) est resté opérationnelle dans l'Escadron 348 de Reconnaissance tactique, de 1956 au 29 mars 1991.
Dans la fin des années 1960, la Force aérienne royale hellénique fait l'acquisition de nouveaux avions à réaction, qui serviront durant presque 20 ans. Les principaux jets qui sont entrés dans la flotte de la RHAF au cours de cette période, ont été le F-104G Starfighter et plus tard, le Convair F-102 Delta Dagger (en service de 1969 à 1978) ainsi que le F-5 Freedom Fighter.

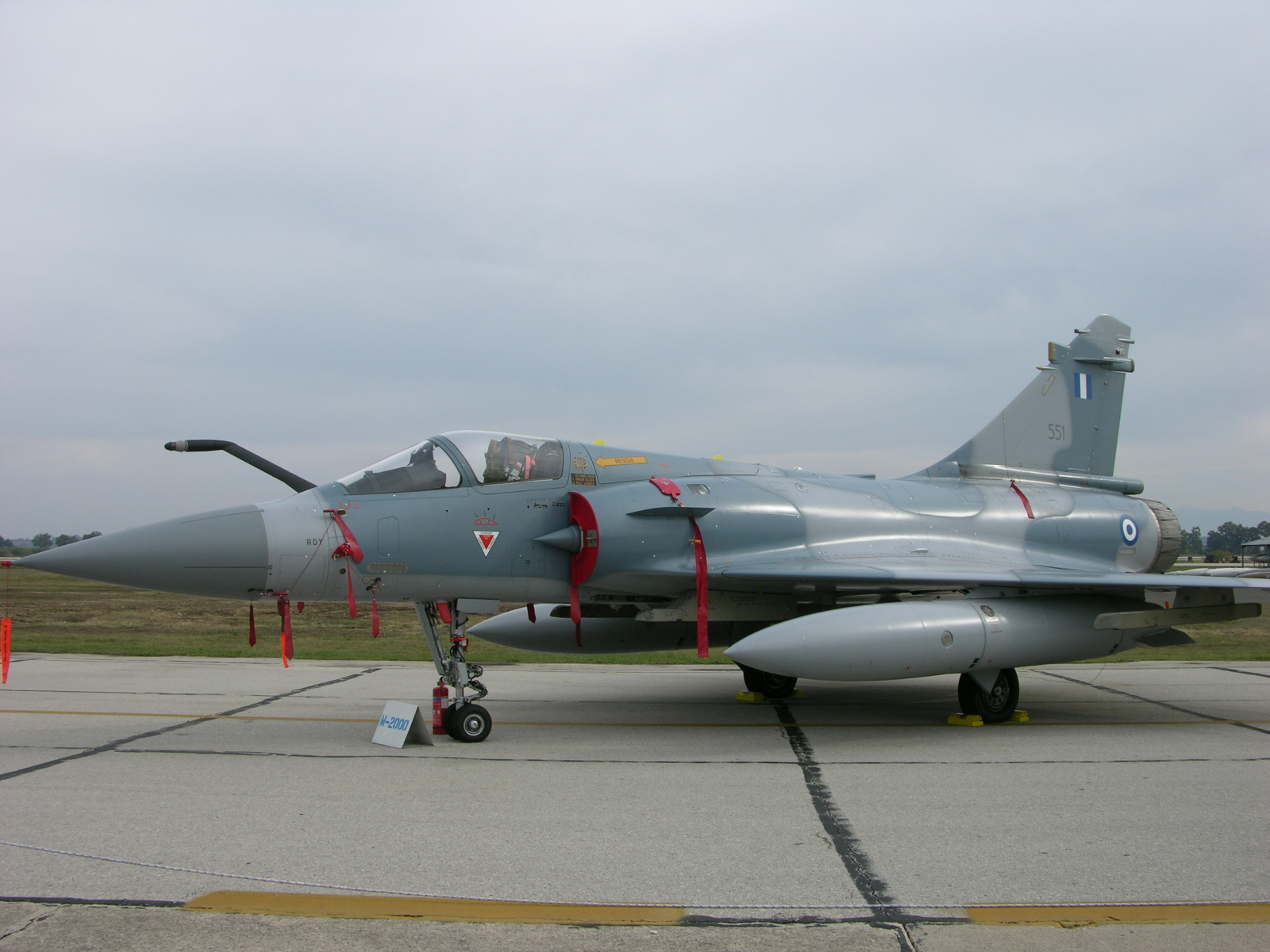
Mirage 2000EG

Dans le milieu des années 1970, la Force aérienne hellénique a également été modernisée avec la livraison de sa flotte de Dassault Mirage F1CG, de Vought A-7 Corsair II A-7H/TA-7H et du premier lot de F-4E Phantom II dont des versions améliorées servent encore aujourd'hui.

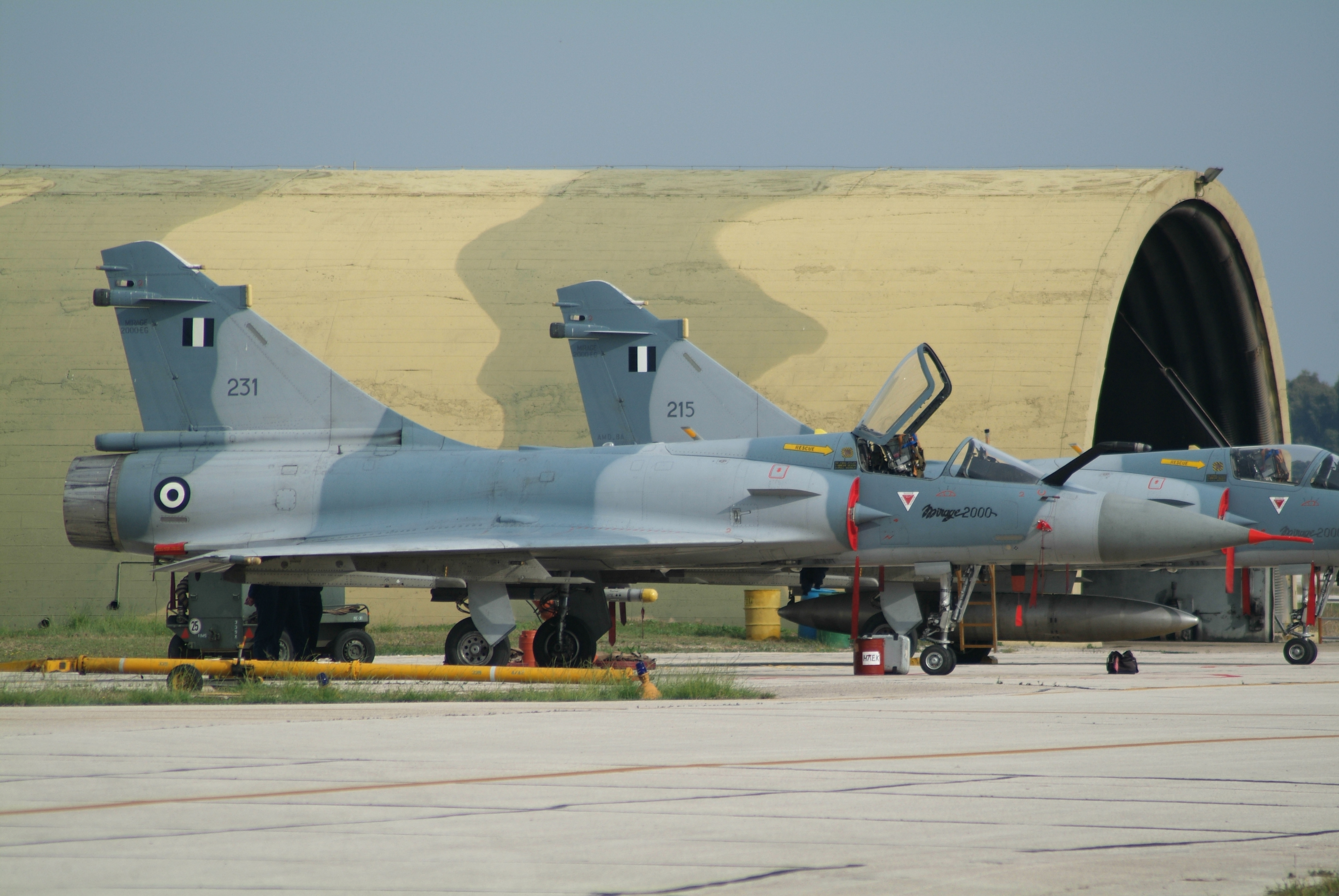
Mirage 2000 grecs

En 1993, l'USAF livra à l'Armée de l'air grecque, 62 A-7E/TA-7C. Avec ce type d'appareil, les capacités aériennes de la HAF ont été augmentées. Les derniers A-7 de la Force aérienne hellénique ont été retirés le 17 octobre 2014 sur la base aérienne d'Araxos. Ils devraient être remplacés par des appareils de 5e génération.

#### Modernisation

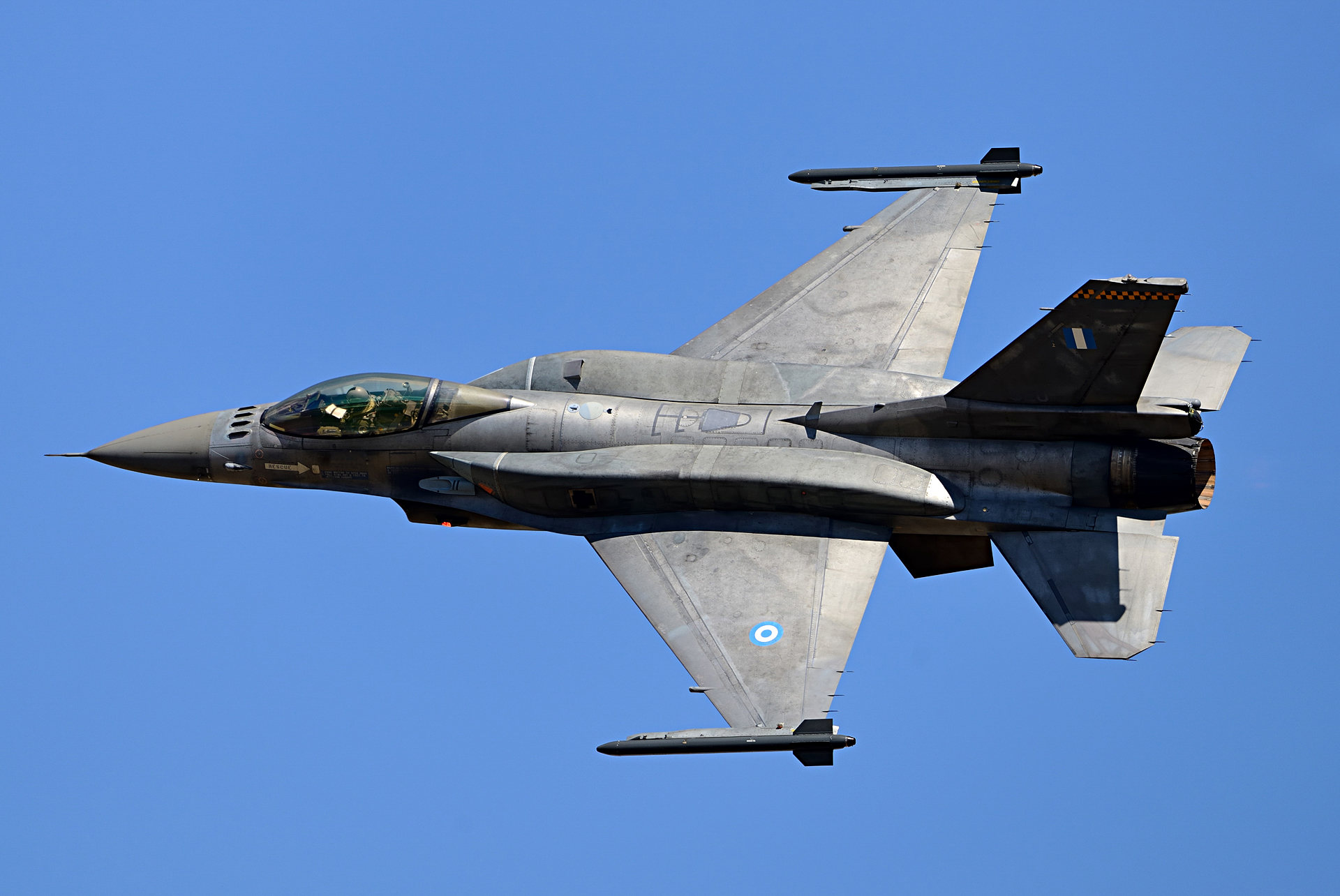
F16C grecs modernisé

Jusqu'à la fin des années 1980, l'USAF déploya des missiles armés d'ogives nucléaires MIM-14 Nike-Hercules.
À la suite de tensions gréco-turques autour de l'invasion de Chypre par la Turquie en 1974, les États-Unis ont retiré ses armes nucléaires de Grèce. La Grèce a vu cela comme une autre prise de position pro-turque de l'OTAN et a retiré ses forces de la structure de commandement militaire de l'OTAN de 1974 à 1980. L'aéroport d'Araxos a abrité de 1974 à 2001 environ 25 armes nucléaires tactiques américaines B61 stockés à partir de 1974 dans le cadre du partage nucléaire de l’OTAN.
En mars 1985, le gouvernement grec a annoncé l'achat de 40 F-16. Le programme a été appelé Peace Xenia I. La Grèce commanda ainsi 36 F-16C Block 30 et 4 F-16D Block 30. Le même mois, la Grèce commanda à la France 36 monoplace Mirage 2000EG et 4 biplaces Mirage 2000BG, dans le cadre du programme de modernisation « Talos ».
En 1989, les premiers chasseurs de quatrième génération furent livrés, marquant le début nouvelle d'une ère: les premiers Mirage 2000EG/BG avions ont été livrés à la 114 Combat Wing de la base aérienne de Tanagra et équipa les escadrons 331 et 332. En janvier 1989, les premiers F-16C/D Block 30 arrivèrent à la 111 Combat Wing de la base aérienne de Nea Anchialos et ont été répartis entre les escadrons 330 "Thunder" et 346 "Jason" de Larissa,.
En mars 1991, les RF-84F furent mises hors service après 34 ans et 7 mois de vie opérationnelle. En novembre 1992 de nombreux RF-4E furent livrés à l'escadron de reconnaissance tactique 348 "Eyes".
En 1993, dans le cadre du programme Peace Xenia II, la Grèce a commandé plus de 40 F-16, Block 50 (32 F-16C et 8 F-16D).
Le premier Block 50 fut livré le 25 juillet 1997. Ces nouveaux appareils, équipés du pod de désignation laser LANTIRN ainsi que de missiles AIM-120 AMRAAM et AGM-88 HARM ont été affectés à l'escadron 341 "Aces" et à l'escadron 347 "Persée" tous deux basés à Nea Anchialos.

### Entrée dans leXXIesiècle
La Grèce a participé dans l'OTAN au "partage des armes nucléaires" jusqu'en 2001, en utilisant ses Corsair A-7 II en déployant les ogives nucléaires tactique B61 de la base aérienne d'Araxos. La Grèce a ainsi décidé de retirer toutes les armes nucléaires en Grèce et n'a pas acheté d'avions supplémentaires à de montage capacités nucléaires.

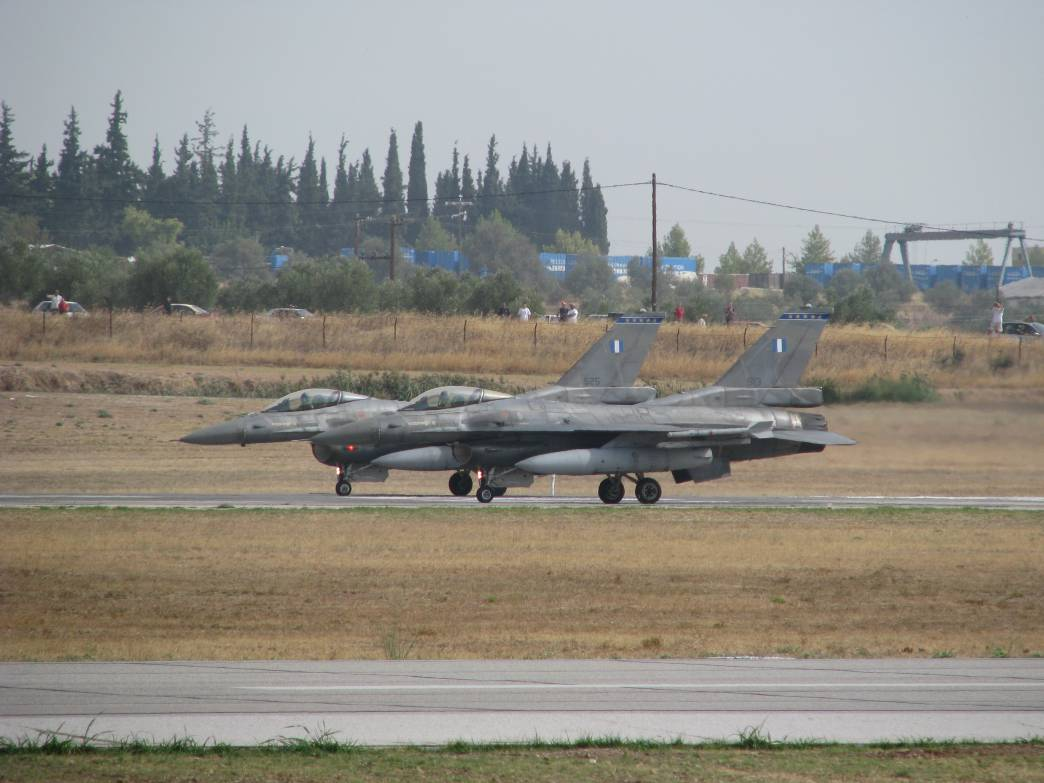
Deux F-16C Block 52+ du 343 "Star" au décollage.

En 1998, la Grèce a décidé, en coopération avec l'industrie aérospatiale allemande (DASA) et l'industrie aérospatiale hellénique (EAB) de mettre à niveau 39 F-4E Phantom II. Après de nombreux problèmes, les premiers avions ont été livrés sur la base aérienne de Andravida, en décembre 2002. Les avions mis à niveau sont équipés d'un nouveau radar, d'un ordinateur de bord, d'un écran tête haute, d'un interrogateur IFF, et d'un écran multi-fonction. Ils sont capables de transporter une grande variété d'armes modernes air-air et air-sol, y compris le missile AIM-120 AMRAAM . Ces appareils sont appelés F-4E Peace Icarus 2000(PI2000) et sont mis en ligne dans les escadrons 338 «Ares» et 339 "Ajax" basés à Andravida pour les missions multi-rôles.
Entrée dans le XXIe siècle, la Grèce a décidé d'acheter un grand nombre d'avions de combat, pour remplacer les F-4E Phantom non mis à jour, 
ainsi qu'un certain nombre de Corsair A-7, et sa flotte de Mirage F1CG.
En l'an 2000, la Grèce a commandé 60 F-16C Block 52+ (50 monoplaces F-16C et 10 biplaces F-16D) et 15 Mirage 2000-5Mk.2.
En outre, la Grèce a décidé de moderniser 10 de ses 2000EGs Mirage existants aux normes Mirage 2000-5Mk.2.
En septembre 2004, la Grèce a commencé la mise à niveau de la flotte Mirage 2000BG/EG à la norme 2000-5Mk2 et le projet a été entrepris par le constructeur français Dassault Aviation et EAB. Quinze nouveaux appareils ont ainsi été livrés. Le Mirage 2000-5Mk.2 dispose d'un nouveau radar plus puissant, de capacités au Air-Sol adaptées pour l'emport de missiles de croisière SCALP-EG, d'un nouveau système d'auto-protection, de nouveaux système de navigation inertiel (INS) et d'une capacité de ravitaillement en vol avec l'aide d'une nacelle.
En 2005, la Grèce a été le premier pays à travers le monde à ajouter le F-16 Block 52 + à son inventaire. Ce F-16 de type avancé est une version améliorée du Block 50 avec un radar plus puissant, réservoirs de carburant conforme, de systèmes de communications avancés, mise à niveau du moteur, compatibilité avec le casque JHMCS. Trois escadrons fonctionnent avec ce type de F-16 :
- l'escadron 337 "Ghost" de Larissa,
- l'escadron 340 "Fox" et
- l'escadron 343 "Star" de Souda[11].

Au printemps 2009, la Grèce en mettant en service 4 Embraer R-99, appareils déclinés de l'Embraer ERJ-145, dont l'interopérabilité via la liaison 16 avec le F-16 et le Dassault Rafale a été prouvée,, devenait la troisième nation européenne disposant d'avions de surveillance et de détection avancée. Les R-99A sont basés à Elefsina.
Alors que les tensions avec la Turquie se multiplient à l'été 2020, le premier ministre annonce l'achat dix-huit avions de chasse Rafale de l'entreprise française Dassault Aviation,. Il s'agit de l'achat de six appareils neufs, et de douze en seconde main issus de l'armée de l'air française.
Ils ont été livrés le 18 janvier 2022

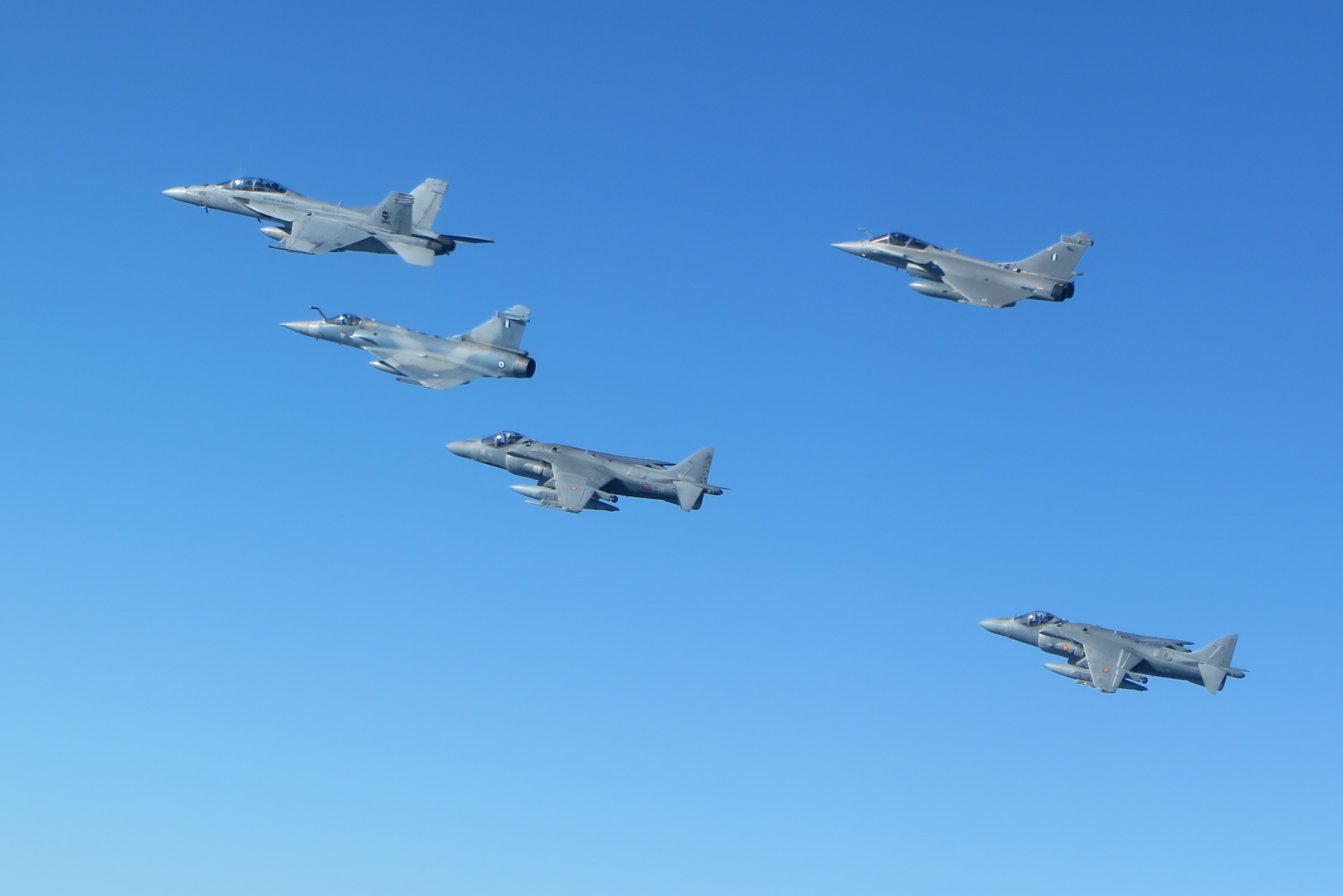
FA18 Super Hornet avec des AV8 espagnols et italien avec un Rafale et un Mirage 2000 grecques durant un exercice de L'OTAN en 2023

#### Maintien de la zone d'interdiction de vol en Libye
Avec l'arrivée des derniers F-16 qui sont également équipés de la Liaison 16, l'Armée de l'air grecque possède un couple d'aéronefs de commandement et de contrôle (plate-forme C2, les R-99A) et d'avions de chasse (plate-forme Non-C2) qui lui permet de participer aux opérations tactiques de la guerre en réseaux.
Le premier déploiement de cette nouvelle composante a été réalisé en avril 2011, lors des opérations en Libye, dans le cadre du maintien de la zone d'interdiction de vol,.

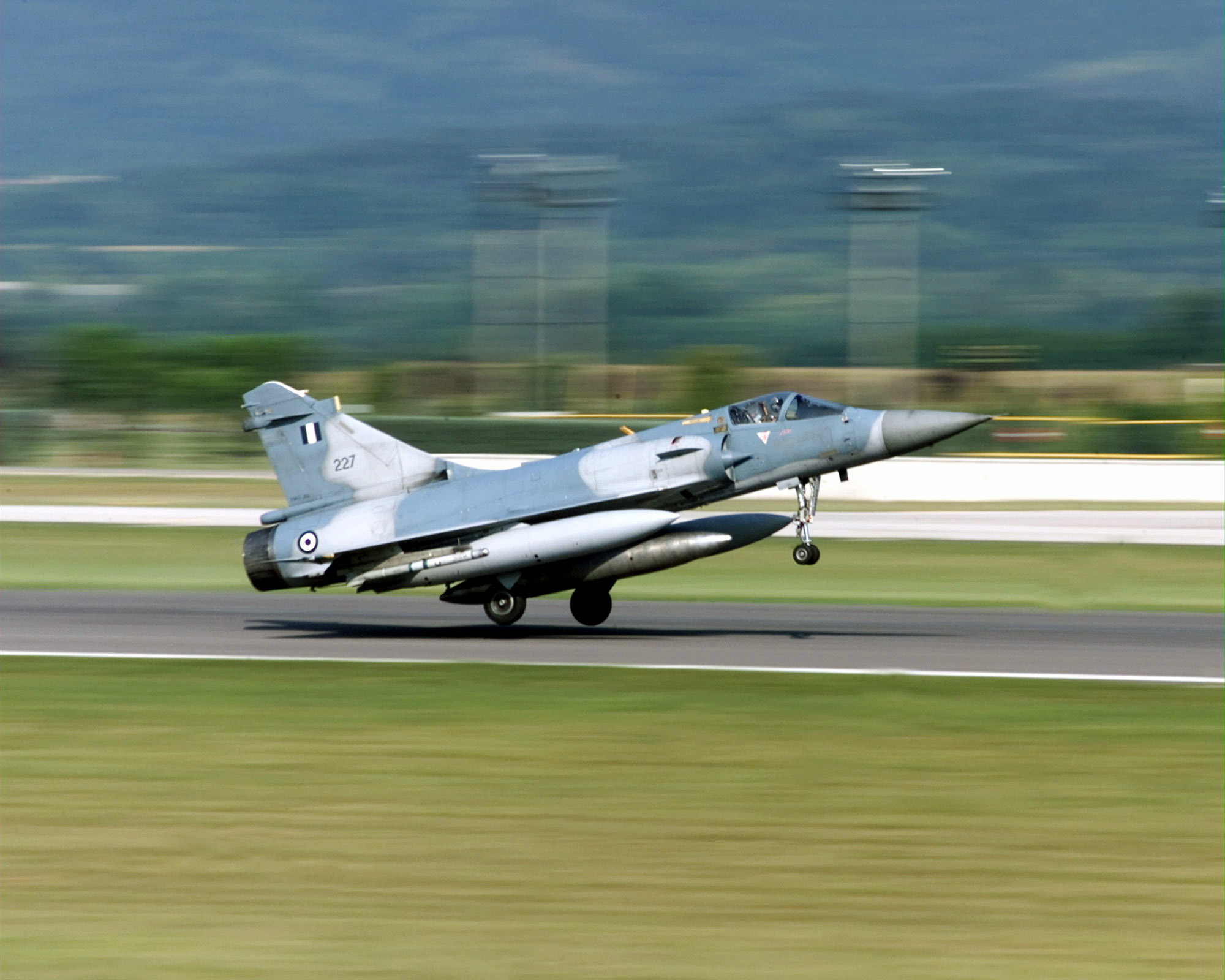
Mirage 2000EG du 331 Mira "Theseus" de Tanagra, au décollage de la piste d'Aviano Air Base en Italie lors de son vol retour pour la Grèce après une semaine de formation avec le 510th Fighter Squadron de l'USAFE.

## Structure des forces
La structure des forces et l'ordre de bataille de l'Armée de l'air grecque, se décomposaient ainsi en 2009 :
Quartier-général, Polemikí Aeroporía, Athènes
- Tactical Air Force Command (TAFC), quartier-général à Larissa[19],[20]
  - Escadre de combat 110, Larissa
    - Escadron 337 « Fantôme », F-16C/D Block 52+
    - Escadron 346 « Jason », F-16C/D Block 30
    - Escadron 348 "Yeux", RF-4E
    - SATA, C130B Hercules

  - Escadre de combat 111, Volos - Nea Anchialos
    - Escadron 330 "Tonnerre", F-16C/D Block 30
    - Escadron 341 "Flèche", F-16C/D Block 50
    - Escadron 347 "Persée", F-16C/D Block 50
    - SMET, F-16C/D Block 30/50

  - Escadre de combat 114, Tanagra
    - Escadron 331 "Thésée", Mirage 2000-5EG/BG
    - Escadron 332 "Faucon", Dassault Rafale B/C
    - SMET, Mirage 2000EG/BG & Mirage 2000-5EG/BG

  - Escadre de combat 115, Souda Bay
    - Escadron 340 "Renard", F-16C/D Block 52+
    - Escadron 343 "Étoile", F-16C/D Block 52+
    - SMET, F-16C/D Block 52+

  - Escadre de combat 116, Araxos située à 37 km de Patras
    - Escadron 335 "Tigre", F-16C/D Block 52+A
    - Escadron 336 "Olympe", A-7E/TA-7C
    - SMET, A-7E/TA-7C

  - Escadre de combat 117, Andravida
    - Escadron 338 "Arès", F-4E PI2000 Phantom II
    - Escadron 339 "Ajax", F-4E PI2000 Phantom II
    - KEAT, F-4E PI2000 Phantom II, Mirage 2000EG/BG, A-7E/TA-7C, F-16C/D

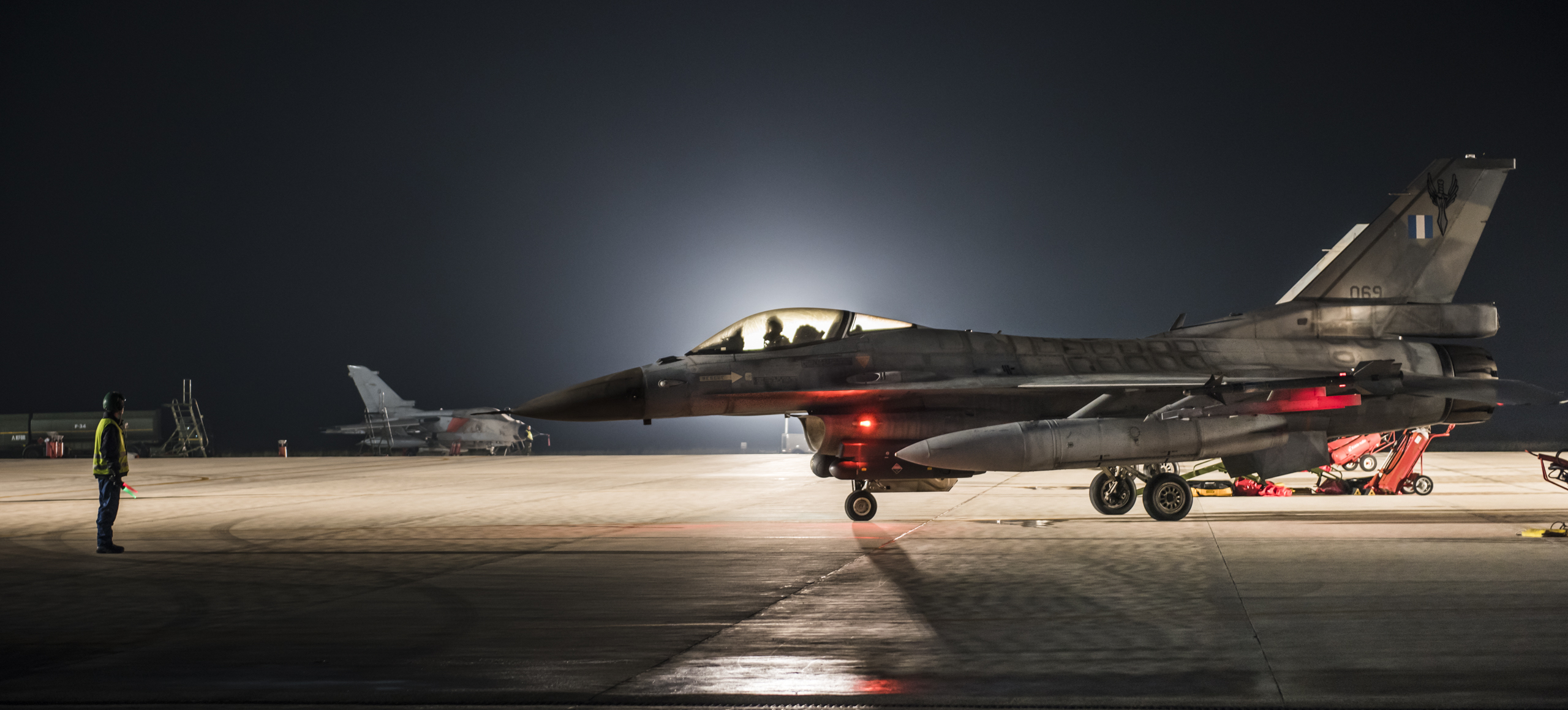
F-16 grecs a Trapani Air Base en Italie.

- Air Support Command (ASC), quartier-général à Elefsis
  - Escadre de combat 112, Elefsis[21]
    - Escadron 353, P-3B
    - Escadron 354 "Pégase", C-27J
    - Escadron 355 "Héraklès", C130B/H Hercules
    - Escadron 356 "Héphaïstos", CL-215
    - Escadron 358 "Phaéthon", AB205A & Bell 212
    - Escadron 380, Embraer R-99
    - Escadron 384 "Puma", AS332C1
    - Escadron 352, ERJ 135, ERJ 145 & Gulfstream V

  - Escadre de combat 113, Thessalonique
    - Escadron 383, CL-415GR/MP
- Air Training Command (ATC)
  - Académie de la Force aérienne, Dekelia - Tatoi[22]
    - 360 Mira, T-41 Mescalero

  - 121 PEA, Kalàmata
    - Escadron 361 , T-6A Texan II
    - Escadron 362 , T-2C/E
    - Escadron 363, T-2C/E
    - Escadron 364, T-6A Texan II
    - SMET, T-2C/E, T-6A Texan II

## Aéronefs
| Aéronefs                         | Origine                   | Type                                                                                   | En service en 2017, | En service en 2022 | En service en 2023 | Versions                                                                                    |
| Avion de chasse                  | Avion de chasse           | Avion de chasse                                                                        | Avion de chasse     | Avion de chasse    | Avion de chasse    | Avion de chasse                                                                             |
| -------------------------------- | ------------------------- | -------------------------------------------------------------------------------------- | ------------------- | ------------------ | ------------------ | ------------------------------------------------------------------------------------------- |
| Lockheed F-16 Fighting Falcon    | États-Unis                | Avion multirôle                                                                        | 188                 | 155                | 154                | F-16C Block 30 F-16D Block 30 F-16C Block 50 F-16D Block 50 F-16C Block 52+ F-16D Block 52+ |
| Dassault Mirage 2000             | France                    | Avion multirôle                                                                        | 44                  | 42                 | 42                 | 16 Mirage 2000EG 2 Mirage 2000BG 19 Mirage 2000-5EG Mk.2 5 Mirage 2000-5BG Mk2              |
| McDonnell Douglas F-4 Phantom II | États-Unis                | Chasseur-bombardier                                                                    | 41                  | 34                 | 34                 | RF-4E Phantom II F-4E AUP                                                                   |
| Dassault Rafale                  | France                    | Avion multirôle                                                                        | 0                   | 6(+18)             | 15                 | 2 Rafale B F3-R ; 8 Rafale C F3-R                                                           |
| Avion-école                      |                           |                                                                                        |                     |                    |                    |                                                                                             |
| Beechcraft T-6 Texan II          | États-Unis                | Avion d’entraînement initial et intermédiaire                                          |                     | 45                 | 45                 | T-6A Texan II T-6A NTA Texan II                                                             |
| North American T-2 Buckeye       | États-Unis                | Avion d’entraînement avancé                                                            |                     | 40                 | 28                 | T-2C T-2E                                                                                   |
| Cessna T-41 Mescalero            | États-Unis                | Avion d’entraînement initial et de sélection                                           |                     | 6                  | 18                 | T-41D                                                                                       |
| Tecnam P2002 JF                  | Brésil                    | Avion d’entraînement initial et intermédiaire                                          |                     |                    | 12                 |                                                                                             |
| Avion de transport               |                           |                                                                                        |                     |                    |                    |                                                                                             |
| Lockheed C-130 Hercules          | États-Unis                | Avion de transport tactique                                                            | 15                  | 12                 | 15                 | 5 C-130B 10 C-130H EC-130H                                                                  |
| Alenia C-27J Spartan             | Italie                    | Avion de transport tactique                                                            | 8                   | 8                  | 8                  | C-27J                                                                                       |
| Embraer ERJ 135                  | Brésil                    | Avion de transport de hautes personnalités                                             | 1                   | 1                  | 1                  | ERJ-135LR                                                                                   |
| Embraer EMB-135BJ                | Brésil                    | Avion de transport de hautes personnalités                                             | 1                   | 1                  | 1                  |                                                                                             |
| Gulfstream V                     | États-Unis                | Avion de transport de hautes personnalités et d’évacuation sanitaire                   | 1                   | 2                  | 1                  | G550A                                                                                       |
| AWACS                            |                           |                                                                                        |                     |                    |                    |                                                                                             |
| Embraer R-99A                    | Brésil                    | Avion de surveillance radar                                                            | 4                   | 4                  | 4                  | Embraer R-99-A                                                                              |
| Avion bombardier d'eau           |                           |                                                                                        |                     |                    |                    |                                                                                             |
| Canadair CL-215                  | Canada                    | Avion amphibie de lutte contre les feux de forêts                                      |                     | 10                 |                    | CL-215A                                                                                     |
| Canadair CL-415                  | Canada                    | Avion amphibie de lutte contre les feux de forêts et de recherches-sauvetages en mer   |                     | 7                  |                    | CL-415H                                                                                     |
| PZL-Mielec M-18 Dromader         | Pologne                   | Avion de lutte contre les feux de forêt et de soutien aux opérations de démoustication |                     | 4                  |                    | M-18B                                                                                       |
| Hélicoptère                      |                           |                                                                                        |                     |                    |                    |                                                                                             |
| Aérospatiale AS332 Super Puma    | France - Union européenne | Hélicoptère d’assaut et de recherches-sauvetages                                       | 12                  | 12                 | 12                 | AS 332C1 Super Puma                                                                         |
| Agusta-Bell AB205                | Italie/ États-Unis        | Hélicoptère d’assaut et de liaisons                                                    | 12                  | 12                 | 12                 | AB 205A                                                                                     |
| Agusta-Bell AB212                | Italie/ États-Unis        | Hélicoptère de recherches-sauvetages et de soutien opérationnel                        | 4                   | 4                  | 4                  | AB 212A                                                                                     |
| Agusta A.109                     | Italie                    | Hélicoptère d’évacuation sanitaire et de recherches-sauvetages                         | 3                   | 4                  | 3                  | A109E Power                                                                                 |

### Armements
| Equipements       | Photos     | Origine                   | Type                                            |
| ----------------- | ---------- | ------------------------- | ----------------------------------------------- |
| AIM-9 Sidewinder  | sans cadre | États-Unis                | Missile air-air courte portée infrarouge        |
| R550 Magic 2      | sans cadre | France - Union européenne | Missile air-air courte portée infrarouge        |
| IRIS-T            | sans cadre | France - Union européenne | Missile air-air courte portée infrarouge        |
| Mica IR           | sans cadre | France - Union européenne | Missile air-air BVR / APV                       |
| AIM-120           | sans cadre | États-Unis                | Missile air-air et surface-air à moyenne portée |
| AGM-65 Maverick   | sans cadre | États-Unis                | Missile air sol                                 |
| SCALP EG          | sans cadre | France - Union européenne | Missile de croisière / missile anti navire      |
| AGM-88 HARM       | sans cadre | États-Unis                | Missile anti radar                              |
| GBU-8B HOBOS (en) | sans cadre | États-Unis                | Bombe à guidage électro-optique                 |
| GBU-10/12/16      | sans cadre | États-Unis                | Bombe guidée laser                              |
| GBU-24 (en)       | sans cadre | États-Unis                | Bombe guidée laser                              |
| GBU-31 JDAM       | sans cadre | États-Unis                | Bombe guidée GPS                                |

## Grades
- Tableau des grades des militaires du rang et des sous-officiers de l'HAF.

| Code OTAN  | OR-1          | OR-1          | OR-4            | OR-5             | OR-6         | OR-6    | OR-7            | OR-7         | OR-8             | OR-8        | OR-9          |
| ---------- | ------------- | ------------- | --------------- | ---------------- | ------------ | ------- | --------------- | ------------ | ---------------- | ----------- | ------------- |
|            | Aucun insigne |               |                 |                  |              |         |                 |              |                  |             |               |
| Grade      | Σμηνίτης      | Σμηνίτης ΕΠΟΠ | Υποσμηνίας ΕΠΟΠ | Κληρωτός Σμηνίας | Σμηνίας ΕΠΟΠ | Σμηνίας | Επισμηνίας ΕΠΟΠ | Επισμηνίας   | Αρχισμηνίας ΕΠΟΠ | Αρχισμηνίας | Ανθυπασπιστής |
| Equivalent | Aviateur      | Aviateur      | Caporal         | Caporal-chef     | Sergent      | Sergent | Sergent-chef    | Sergent-chef | Adjudant         | Adjudant    | Adjudant-chef |

- Tableau des grades des officiers de l'HAF.

| Code OTAN  | OF-1            | OF-1        | OF-2      | OF-3        | OF-4               | OF-5      | OF-6               | OF-7                | OF-8                     | OF-9            |  |
| ---------- | --------------- | ----------- | --------- | ----------- | ------------------ | --------- | ------------------ | ------------------- | ------------------------ | --------------- |  |
|            |                 |             |           |             |                    |           |                    |                     |                          |                 |  |
| Grade      | Ανθυποσμηναγός  | Υποσμηναγός | Σμηναγός  | Επισμηναγός | Αντισμήναρχος      | Σμήναρχος | Ταξίαρχος          | Υποπτέραρχος        | Αντιπτέραρχος            | Πτέραρχος       |  |
| Équivalent | Sous-Lieutenant | Lieutenant  | Capitaine | Commandant  | Lieutenant-colonel | Colonel   | Général de brigade | Général de division | Général de corps d'armée | Général d'armée |  |
|            |                 |             |           |             |                    |           |                    |                     |                          |                 |  |

### Acronymes
1. ↑  USAF : United States Air Force